# Саваш, Садык
Садык Саваш (тур. Sadık Savaş; род. 16 августа 1987 года, Йозгат, Турция) — турецкий лучник-паралимпиец. Серебряный призёр Паралимпийских игр-2024 в Париже.

## Биография
Начал заниматься стрельбой из лука в 2010 году.
Принял участие на Паралимпийских играх в 2016 и 2021 годах в стрельбе из классического лука в индивидуальном и смешанном командном турнирах. На Паралимпиаде-2016 в Рио-де-Жанейро в индивидуальном турнире проиграл в 1/16 финала тайцу Ханреучаю Нетсири, в командном турнире вместе с Мерве Нур Эроглу выбыли в 1/8 финала, уступив тайцам Ханреучаю Нетсири и Васане Кхутхависап. На Паралимпиаде-2020 в Токио в индивидуальном турнире дошёл до четвертьфинала, где проиграл американцу Кевину Матеру. В командном турнире (в команде с Ягмур Шенгюл) проиграли в 1/8 финала британцам Дэвиду Филлипсу и Хейзел Чейсти.
В 2024 году в Париже принял участие на летних Паралимпийских играх-2024. В мужском турнире дошёл до четвертьфинала, где уступил иранцу Мохаммаду Резе Араб Амери. В командном турнире вместе с Мерве Нур Эроглу завоевали серебряные медали Паралимпиады-2024. В квалификации турецкая команда была третьей с результатом 1227 очков. В 1/8 финала победили украинцев Анну-Викторию Шевченко и Руслана Цимбалюка, в четвертьфинале — иранцев Гадериджани Сомайе Рахими и Мохаммада Резу Араб Амери, в полуфинале — словенцев Живу Лавринц и Деяна Фабчича. В финале проиграли итальянцам Элизабетте Мийно и Стефано Травизани.